# Pays-Adja
 (mars 2017).
Si vous disposez d'ouvrages ou d'articles de référence ou si vous connaissez des sites web de qualité traitant du thème abordé ici, merci de compléter l'article en donnant les références utiles à sa vérifiabilité et en les liant à la section « Notes et références ».
Pays-Adja 
                 (Adja-to)
Le Pays-Adja  est la région habitée par les Adja dans le Couffo au Bénin et dans le moyen-Mono au Togo, Afrique de l'Ouest. 
Le pays a été créé au XIIe siècle autour de la ville capitale Tado, capitale du royaume du même nom. Dans son âge d’or, qu’on peut situer entre le XIVe et le XVe siècle, le Pays d’Adja-Tado s'apparentait à une confédération couvrant un espace allant du royaume de Hogbonou (frontière Nigériane) jusqu'à la volta au Ghana. Dans cette fédération se trouvaient les royaumes de Hogbonou, d’Allada, d’Abomey, de Notsé et de Tado. Il s'agit donc d'un pays multi-ethnique où vivaient ensemble tous les descendants de Tado: les Adja, Fon, Ewe, Gen, Kotafon, Phla-phleda et Goun. Vers 1800, le pays se disloque à la suite de rivalités entre les clans et des attaques multiples des Yorubas et des Akan.

## Géographie
Historiquement, le Pays-Adja regroupait les départements suivants : le Zou, l’Ouémé, l’Atlantique, le Littoral, le Mono et le Couffo dans le bas Bénin, les départements du Maritime et du Plateau dans le bas Togo puis la Volta au Ghana. De nos jours, le pays Adja se résume juste au Couffo au Bénin et au moyen-Mono au Togo.

## Peuplement

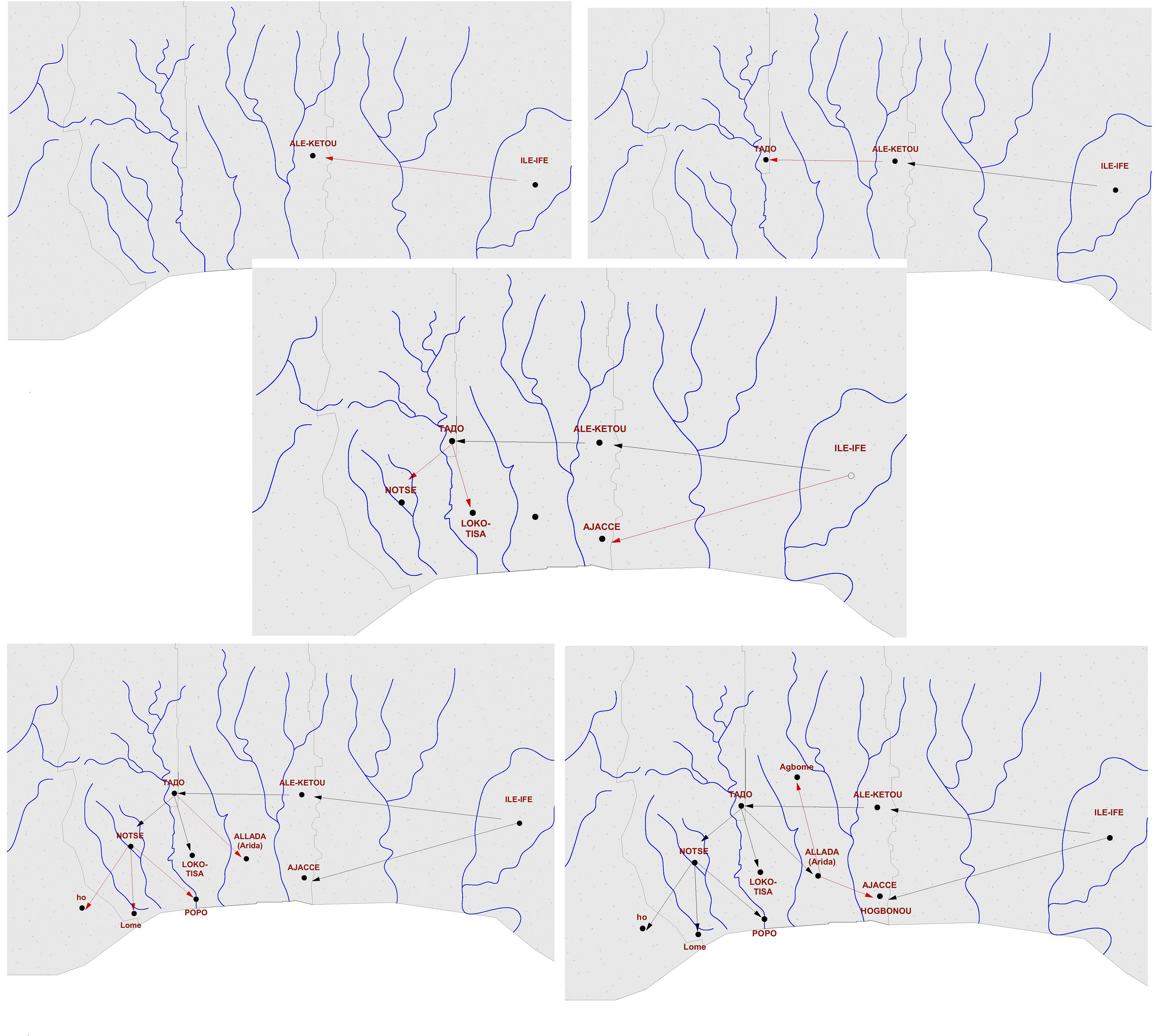
Peuplement du Pays-Adja.

Limitée à l’est par le fleuve Ouémé, à l’ouest par le Amugâ, au sud par ce qui était appelé la Côte des Esclaves, l’aire culturelle Adja-Tado s’étend sur une profondeur de 200 à 300 km entre les degrés 0 et 3 de longitude est au cœur de ce que les géographes nomment la savane soudanaise. 
Tado, site ancestral de la zone ainsi définie dont les coordonnées géographiques sont 1°35’E et 7°9’N était restée pendant la période coloniale une cité enclavée.
Le peuplement de l'ère culturelle ainsi définie est composé majoritairement des groupes ethniques suivants :
1. Les Adja : ils habitent en général l’espace compris entre le moyen-Mono au Togo et le Couffo au Bénin. Ils sont essentiellement des paysans.
2. Les Ewes : Ils peuplent la région comprise entre Amugâ et le Yoto. Ils exercent des activités économiques très variées.
3. Les Fon : Ils peuplent la région comprise entre l’Ouémé et le Couffo. Ils sont surtout commerçants.
4. Les Guin (Gê) : Ils s’étendent sur la côte dite Côte des esclaves. Ils sont surtout commerçants.
5. Les Xwla et Les Xwéda : ils habitent globalement la même zone géographique que les Gê, mais ils sont essentiellement des pêcheurs et spécialistes de la fabrication du sel marin.
6. Les Goun (Gun) : Ils peuplent essentiellement la ville de Porto-Novo et ses environs.
7. Les Ayizo : Ils occupent le lac Nokwé, la région d’Allada et ses alentours.
8. Les Sahwé : Ils peuplent les terres noires du Ko dans la région de Bopa.

Ces groupes ont émigré soit directement de Tado, ou encore des groupes non originaires de Tado qui vinrent s’installer dans la région et donnèrent un coup certain à la culture de l'aire adja.

## Histoire
Le Pays Adja a toujours regardé vers Tado, qui était sa capitale et la capitale fédérale de toute la région. La capitale du Pays Adja, Tado, est fondée par les Adjas en 1000 et est devenue le centre du premier royaume, le plus puissant du sud du Togo-Bénin actuel, qui prospéra en rayonnant sur un territoire de plus en plus immense, surtout culturellement, jusqu'au XIXe siècle. Dans son âge d’or, qu’on peut situer entre le XVe et le XVIIe siècle, le royaume Adja de Tado s'apparentait à une confédération.
La ville de Tado est le berceau des Adja, une ethnie qui peuplait le Sud du Togo et du Bénin. Autrefois, le village s'appelait Ezame. En langue adja, Eza est le nom d'un arbre. Ainsi Ezame veut dire « implanté dans les arbres Eza ». À ce moment donné de son histoire, le village souffrait de plusieurs maladies. Il y avait des morts infantiles, la sècheresse et la famine. Cela coïncida avec l'arrivée d'un homme, Togbui-Anyi, qui proposa de guérir la population, à condition qu'on l'accepte comme roi. Par ses pouvoirs magiques, l'étranger guérit le village de tous ses maux et devint roi. Dès lors, il changea le nom du village en Tado, ce qui signifie : enjamber. 
Selon ce roi, tous les malheurs vont enjamber le royaume. Chaque année, les Adja de Tado fêtent cette délivrance dans le courant du mois d'août. Cette fête est dénommée fête Togbui-Anyi. En 2012, c'est le 187e roi qui règne. Au cours de cette fête, les Adja-Ewé du Togo, du Bénin et du Ghana reviennent à leur berceau commun pour prier les mânes de leurs ancêtres pour avoir des pluies et une bonne santé dans l'année à venir. Le Jésuite espagnol Alonso de Sandoval le décrivit en 1627 comme « un puissant royaume s’étendant sur un territoire immense à l’intérieur des terres avec une zone côtière où se trouve un port sûr, gouverné par un noir appelé Eminence ». 
Le territoire sur lequel régnaient les Anyigbãfio (roi de la terre). Tado est le fer de lance des autres royaumes comme Agbomey, Notsé, Allada, Porto Novo. Ce sont les princes de Tado qui ont fondé ces royaumes. Aujourd'hui, Tado est une ville oubliée. Cette ville ancestrale est devenue une ruine. Tado vit en septembre de chaque année une fête particulière, en mémoire du puissant roi Togbui Anyi, le fondateur du royaume. Ce sont des retrouvailles entre les fils et filles du peuple Adja venus de tous les horizons, dispersés en diasporas, elles représentent pour d'autres un pèlerinage. Presque tous ces peuples se réclament de Tado qui apparaît ainsi comme un territoire gros producteur d’hommes. Ces peuples issus de migrations successives à la suite de querelles dynastiques, de migrations liées à des épidémies, pour des raisons économiques ou à la suite de la saturation ethnique, ont constitué ce qu’il est convenu d’appeler aujourd’hui l’aire culturelle Adja-Tado. Cette aire comprend des peuples qui se rattachent à Tado par leur histoire, leur mémoire collective, leur langue, leur culture.

## Administration au Pays-Adja
La monarchie n’était pas une forme de gouvernement au Pays Adja, par contre il était pratiqué le droit d'aînesse. Le pouvoir ne se transmettait pas du père au fils mais plutôt d’aîné à aîné, c’est-à-dire: du plus âgé au second plus âgé dans la société si celui-ci n'était plus. Les nombreuses cités de Tado élisent souvent un Gnigbanfio, mais les pouvoirs politique, législatif et judiciaire restent avec les « Togbui » (aînés). La notion du roi divin n'était pas importante pour les Adja, pour ces derniers le divin est de l’autre côté de la vie et ne peut être matérialisé en forme humaine. 
- Le Togbui est l’Autorité suprême du Pays Adja, il est souvent le plus âgé du cercle des sages (Edah ou Dah) et préside tous les Gnigbanfios.
- Les Edah ou Dah représentent les dirigeants de la cour de l’aîné. Leur rôle est économique, ils s’occupent des relations diplomatiques et financières auprès des Gnigbanfios.
- Les Gnigbanfios sont les souverains de petites cités, de nos jours cela peut être comparé au maire. Ils peuvent être de petits rois ou des chefs religieux.
- Les chefs de guerre ou les Ahouagan, sont chargés de la défense du pays.
- Les chefs religieux ou les Ebokonon (en traduction, ce terme veut dire: Celui qui combat le mal).
- Ega ou Ga sont des généraux et administrateurs ( encore appelé Awafia ) au près du roi.
- Les Hommes libres.
- Les prisonniers de guerres (qui ne sont pas des esclaves mais plutôt des gens qui changent de maître après avoir perdu une attaque).

## Tradition orale
La tradition orale en Pays Adja prend ensemble deux réalités : la tradition et l’oralité.
L’oralité qui caractérise les sociétés africaines n’est pas, comme perçu dans les programmes officiels de l’enseignement au Togo, un simple moyen de communication pour les besoins et les échanges de la vie quotidienne. «Il s’agit d’une oralité fondatrice d’un type de société.» , affirme Jean Cauvin, une société qui fonde sa manière d’être et de se perpétuer sur la parole. Une parole originaire et donc souveraine qui renvoie à une vérité, qui n’est autre qu’elle-même.
Au Pays Adja, la tradition orale a une fonction sociale et historique « l’histoire orale a la fonction essentielle de légitimer et de légaliser la position de l’homme dans son monde, elle procède constamment à un amalgame de passé et de présent. Là où l’écrit tend à séparer, l’oral tend à unir. » De par cette fonction, elle ne peut ni refuser, ni occulter le changement qui est inhérent et déterminant du présent. Elle cherche plutôt à y renaître et à s’y reconnaître. « Il n’y a pas de mépris de la nouveauté dans les civilisations de l’oralité. Au contraire, il y a toujours du nouveau, déstructuration, restructuration. Seulement, ce traitement reçoit toujours un traitement adéquat conformément aux schèmes intellectuels et culturels. ».